# Trappola
Trappola (it. Falle) oder Bulka ist ein dem Piquet ähnliches, historisches Kartenspiel für zwei, zumeist aber drei oder vier Personen und wird mit der sogenannten Trappolierkarte, einer Variante der  italienisch-spanischen Karte gespielt.
Der Ursprung des Trappola-Spieles liegt im Venedig des 16. Jahrhunderts. Gerolamo Cardano beschreibt das Spiel in seinem Buch Liber de Ludo Aleae in der Form, die um 1530 in Sacco, einem kleinen Ort in der Nähe von Padua, gebräuchlich war. Trappola war bis zur Mitte des 20. Jahrhunderts verbreitet, besonders in Schlesien, weshalb die Trappolakarten auch Schlesische Spielkarten genannt werden, aus dem König – italienisch Re – wurde dabei „das Reh“. Die letzten Trappolakarten wurden 1944 in Prag erzeugt, als Faksimile werden diese wieder nachgedruckt.
Die folgende Beschreibung stützt sich im Wesentlichen auf das Regelbuch der Firma Piatnik Wien von Robert Kissel.

## Regeln

### Karten
Das Trappola- oder Bulka-Spiel besteht aus 36 Karten in den vier Farben
baštony (Stäbe), špády  (Schwerter), kopy  (Kelche) und denáry  (Münzen bzw. Blumen).
| Farbe       |           |        |        |         |
| Deutsch     | Schwerter | Kelche | Münzen | Stäbe   |
| Italienisch | Spade     | Coppe  | Denari | Bastoni |
| Spanisch    | Espadas   | Copas  | Oros   | Bastos  |

In jeder Farbe gibt es neun Karten: Ass (hoch), König, Ritter (abgebildet als Reiter), Bube, Zehn, Neun, Acht, Sieben und Zwei.
Selbstverständlich lässt sich Trappola auch mit einer auf 36 Blatt verkürzten französischen Karte spielen.

### Die Bulka
Eine Tasse – die sogenannte Bulka – wird in die Tischmitte gestellt und dient als Kasse für die Einsätze der Spieler. Wenn es einem Spieler gelingt, drei aufeinanderfolgende Spiele zu gewinnen, so erhält er den Inhalt der Bulka.

### Vorbereitungen
Vor Beginn einer Partie zieht jeder Spieler eine Karte, um eine Rangfolge festzustellen: Der Spieler mit der höchsten Karte ist Spieler Nr. 1, derjenige mit der zweithöchsten Karte Spieler Nr. 2 usw.
Am eigentlichen Spiel sind nur zwei Personen aktiv beteiligt. Welche Spieler wann aufeinandertreffen folgt dem Prinzip einer Chouette: In der ersten Runde trifft Spieler Nr. 1 auf Spieler Nr. 2, seinen Herausforderer. Der Verlierer dieser Runde reiht sich am Ende der Rangfolge ein, der Gewinner bleibt bzw. wird Spieler Nr. 1 in der nächsten Runde, die übrigen Spieler rücken entsprechend auf. In der nächsten Runde wird wieder Nr. 1, d. h. der Sieger der letzten Runde, von Nr. 2, d. h. der Nr. 3 der letzten Runde, herausgefordert usw.
Ausnahme: Wenn ein Spieler die Bulka gewinnt, so muss er sich wieder am Ende einreihen.

### Ziel des Spieles
Ziel des Spieles ist es, durch Meldungen und Sammeln von Stichen mehr Punkte zu erzielen als der Gegner.

### Teilen
Vor Beginn einer Runde zahlen die beiden aktiven Spieler jeweils zehn Spielmarken in die Bulka. Der jeweilige Herausforderer, also der neu eintretende Spieler, mischt, lässt abheben und teilt die Karten. Beide Spieler erhalten neun Karten in drei Würfen zu je drei Blättern. Die verbleibenden 18 Karten werden verdeckt zur Seite gelegt.

### Melden
Nach dem Teilen folgt das Melden. Hält ein Spieler eine der folgenden Kartenkombinationen, so kann er diese ansagen und erhält dafür wie folgt Punkte gutgeschrieben und Zahlungen von seinem Gegner.
- Drei gleiche Bildkarten (drei Könige, drei Ritter oder drei Buben) zählen sechs Punkte, außerdem erhält der Spieler von seinem Gegner fünf Spielmarken ausbezahlt.
- Vier gleiche Bildkarten zählen zwölf Punkte, außerdem erhält der Spieler von seinem Gegner zehn Spielmarken ausbezahlt.
- Drei Zweier zählen zehn Punkte, außerdem erhält der Spieler von seinem Gegner fünf Spielmarken ausbezahlt.
- Vier Zweier zählen 20 Punkte, außerdem erhält der Spieler von seinem Gegner zehn Spielmarken ausbezahlt.
- Hat ein Spieler keine einzige Bildkarte, so meldet er „blanš“ oder „carte blanche“ und erhält dafür zehn Punkte sowie fünf Spielmarken von seinem Gegner.

All diese Kombinationen müssen vor dem Ausspiel der ersten Karte gemeldet werden, andernfalls werden keine Punkte gutgeschrieben bzw. Zahlungen geleistet. Hat ein Spieler drei Gleiche angesagt, so darf der Gegner beim Ausspielen zum zweiten Stich nach der Farbe der vierten Karte fragen.

### Ausspielen
Nach Abschluss des Meldens spielt der Herausforderer zum ersten Stich aus. Bei Trappola gibt es keine Trümpfe. Es herrscht Farbzwang, es braucht aber nicht gestochen zu werden.

### Weitere Meldungen
Hat ein Spieler drei bzw. vier Asse, so braucht er diese erst dann zu melden, wenn er das erste ausspielt. Kann er alle drei bzw. vier Asse in seinen Stichen halten, so schreibt er 30 bzw. 40 Punkte, wenn er aber ein Ass verliert, so schreibt er für seine Meldung nur sechs bzw. zwölf Punkte. Meldet ein Spieler drei Asse, so darf der Gegner nicht nach der Farbe des vierten Asses fragen.
Für die Ansage von drei oder vier Assen erhält der Spieler von seinem Gegner fünf bzw. zehn Spielmarken ausbezahlt, vorausgesetzt, er kann die angesagten Asse in seinen Stichen halten.
Hat ein Spieler keine einzige Bildkarte (blanš) und außerdem kein Ass, so kann er „bianka“ ansagen und erhält dafür 20 Punkte (statt zehn) sowie zehn (statt fünf) Spielmarken von seinem Gegner. Bianka muss nicht vor dem ersten Ausspiel gemeldet werden, sondern braucht erst beim Ausspiel der letzten Karte angesagt zu werden.

### Punkte für Stiche
Nach einem Spiel zählt jeder Spieler die in seinen Stichen befindlichen Punkte, und zwar gilt
- jedes Ass sechs Punkte
- jeder König fünf Punkte
- jeder Ritter vier Punkte und
- jeder Bube drei Punkte.

Weiters werden folgende Prämien für spezielle Stiche gutgeschrieben:
- Gewinnt ein Spieler die letzten drei Stiche mit einem Zweier, so erhält er 78 Punkte, und der Gegner muss 30 Spielmarken in die Bulka zahlen.
- Gewinnt ein Spieler die letzten zwei Stiche mit einem Zweier, so erhält er 52 Punkte, und der Gegner muss 20 Spielmarken in die Bulka zahlen.
- Gewinnt ein Spieler den letzten Stich mit einem Zweier, so erhält er 26 Punkte, und der Gegner muss 10 Spielmarken in die Bulka zahlen.
- Gewinnt ein Spieler den letzten Stich mit einer anderen Karte, so erhält er 6 Punkte.
- Gewinnt ein Spieler den ersten Stich mit einem Zweier, so erhält er 52 Punkte, und der Gegner muss 20 Spielmarken in die Bulka zahlen.
- Gewinnt ein Spieler irgendeinen anderen Stich mit einem Zweier, so erhält er für jeden derartigen Stich 10 Punkte, und der Gegner muss jeweils 5 Spielmarken in die Bulka zahlen.
- Gewinnt ein Spieler alle Stiche, so erhält er eine weitere Prämie von 30 Punkten, und der Gegner muss 10 Spielmarken in die Bulka zahlen.

### Abrechnung
Am Ende einer Runde addieren beide Spieler ihre Punkte. Der Spieler mit der höheren Punktezahl wird bzw. bleibt Spieler Nr. 1 und trifft in der nächsten Runde auf den neuen Herausforderer, die bisherige Nr. 3.

### Pro
Hat ein Spieler zwei Spiele in Folge gewonnen, so meldet er dies mit der Ansage „Pro“ und zahlt zusätzliche zehn Spielmarken in die Kasse. Im nun folgenden Spiel dürfen sich die Gegner des Spielers untereinander beraten.

### Alifer
Nach Vereinbarung gilt folgende Regel: Erhält ein Spieler ein sehr schlechtes Blatt, so kann er mit der Frage „Alifer?“ vorschlagen, dass neu geteilt wird. Ist der Gegner einverstanden, so gibt der Spieler, der geteilt hat, aufs Neue. Der Spieleinsatz wird allerdings bei jedem Alifer verdoppelt, das heißt, er beträgt 20 Spielmarken beim zweiten Geben, 40 Spielmarken beim dritten usw.

### Spiel zu zweit
Spielt man zu zweit ohne Bulka, so werden am Ende eines Spiels lediglich die Punkte addiert. Es gibt keine Sonderzahlungen für Meldungen bzw. Stiche, der Verlierer zahlt an den Gewinner die Punktedifferenz entsprechend dem vor Beginn der Partie vereinbarten Schlüssel aus.